# لوري براون (مهندسة معمارية)
لوري براون (بالإنجليزية: Lori Brown)‏ هي مهندسة معمارية أمريكية، ولدت في 1 مارس 1969.